# Bones (film)
Pour les articles homonymes, voir Bones (homonymie).
Pour plus de détails, voir Fiche technique et Distribution.
Bones est un film américain réalisé par Ernest R. Dickerson et sorti 2001.

## Synopsis
En 1979, Jimmy Bones est le parrain local, apprécié de tout le quartier. Il est marié à la somptueuse Pearl et toujours secondé par le fidèle Shotgun. Mais quand Jimmy Bones est tué, la maison où s'est produit l'assassinat devient maudite et engendre de nombreuses rumeurs.
En 2001, Pearl a élevé seule sa fille Cynthia. Shotgun vit toujours en face de la maison où Jimmy Bones est mort, et tente de dissuader tous ceux qui veulent y entrer. Mais un groupe d'adolescents achète la maison maudite. Dans cette bande, se trouvent Patrick et Bill, les fils de Jeremiah, un ancien partenaire de Jimmy Bones...

## Fiche technique
- Titre original : Bones
- Réalisation : Ernest R. Dickerson
- Scénario : Adam Simon et Tim Metcalfe
- Musique : Elia Cmiral
- Photographie : Flavio Martínez Labiano
- Montage : Michael N. Knue et Stephen Lovejoy
- Décors : Tedd Kuchera
- Costumes : Dana Campbell
- Direction artistique : Gary Myers
- Production : Rupert Harvey, Peter Heller et Lloyd Segan

Producteur délégué : Carolyn Manetti
Coproducteurs : Leon Dudevoir et Stephen W. Hollocker
- Sociétés de production : New Line Cinema, The Lloyd Segan Company, Heller Highwater Productions et Hannah Rachel Production Services
- Distribution :
  -  États-Unis : New Line Cinema
  -  France : Metropolitan Filmexport
- Genre : horreur, fantastique
- Durée : 96 minutes
- Budget : 16 millions de dollars[1]
- Pays d'origine :  États-Unis
- Langues originales : anglais (quelques dialogues en français et espagnol)
- Format : Couleur - 2.35:1 - Son : DTS - Dolby Digital - SDDS
- Dates de sortie[2] :

 États-Unis : 24 octobre 2001
 France : 22 mai 2002
- Film interdit aux moins de 16 ans lors de sa sortie en salle.

## Distribution
- Snoop Dogg (VF : Alexis Tomassian ; VQ : Gilbert Lachance) : Jimmy Bones
- Pam Grier (VF : Maik Darah ; VQ : Marie-Andrée Corneille) : Pearl
- Khalil Kain (VF : Christophe Lemoine ; VQ : Renaud Paradis) : Patrick Peet
- Bianca Lawson (VQ : Christine Bellier) : Cynthia
- Clifton Powell (VF : Said Amadis ; VQ : François L'Écuyer) : Jeremiah Peet
- Merwin Mondesir (VQ : Martin Watier) : Bill Peet
- Katharine Isabelle (VQ : Gabrielle Dhavernas) : Tia Peet
- Sean Amsing (VQ : Hugolin Chevrette) : Maurice
- Ron Selmour (VF : Lucien Jean-Baptiste) : Shotgun
- Michael T. Weiss (VQ : Raymond Bouchard) : Lupovich
- Ricky Harris (VQ : Sébastien Dhavernas) : Eddie Mack
- Jeni Le Gon : la grand-mère à la fenêtre

## Musique

### Bande originale
Un album de rap regroupant plusieurs artistes est sorti le 9 octobre 2001 chez Doggy Style Records / Priority Records.
Listes de titres
1. Birth of Jimmy Bones - Snoop Dogg (produit par Snoop Dogg & Fredwreck) 02:59
2. Legend of Jimmy Bones - Snoop Dogg, MC Ren & RBX (produit par Fredwreck) 04:06
3. Lost Angels in the Sky - Lost Angels & Kokane (produit par DJ Battlecat) 03:14
4. Ballad of Jimmy Bones - LaToiya Williams (produit par Soopafly) 03:59
5. Dogg Named Snoop - Snoop Dogg & Tray Deee (produit par Mel-Man) 03:49
6. This Is My Life - Kedrick & C.P.O. (produit par DJ Battlecat) 04:02
7. It's Jimmy - Kurupt & Roscoe (produit par Fredwreck) 04:38
8. Raise Up - Kokane (produit par Fredwreck) 03:27
9. These Drugs - D12 (produit par Eminem, Jeff Bass & DJ Head) 04:39
10. Death of Snow White - Snoop Dogg, Bad Azz, Chan & Coniyac (produit par Francisco Rodriguez) 03:42
11. If You Came Here to Party - Snoop Dogg, Tha Eastsidaz & Kola (produit par Warren G) 04:52
12. Fuck With Us - Kurupt, Tray Deee & Xzibit (produit par Fredwreck) 04:54
13. Jimmy's Revenge - Snoop Dogg & Soopafly (produit par Fredwreck) 05:01
14. Be Thankful - William DeVaughn 03:27
15. F-It-Less - FT (Fuck That) (produit par Domingo) 04:29
16. Gangsta Wit It - Snoop Dogg, Nate Dogg & Butch Cassidy (produit par DJ Battlecat) 02:44
17. Memories - Cypress Hill (produit par DJ Muggs) 02:19
18. Endo - Snoop Dogg & Fredwreck (produit par Fredwreck) 02:17
19. Fresh and Clean (Remix) - Snoop Dogg & OutKast (produit par Earthtone III) 03:59

Samples
- Birth of Jimmy Bones contient des éléments de Time Is Passing de Sun
- This Is My Life contient des éléments de Everybody Loves The Sunshine de Roy Ayers
- Jimmy's Revenge contient des éléments de The Payback de James Brown

### Score
La bande originale est composée par Elia Cmiral.
Listes de titres
1. Bones Opening (01:23)
2. Bones' Death (02:54)
3. Seance (02:27)
4. Revenge Lupovic (01:57)
5. Return to House (02:43)
6. Necropolis (02:31)
7. In Haunted House (02:39)
8. Revenge Shotgun (01:58)
9. Bones Rises (02:19)
10. Tia Feeds Dog (01:06)
11. Neighborhood Goes Bad (01:13)
12. In the Cellar (01:32)
13. Revenge Eddie Mac (01:41)
14. Finding Jimmy Bones (02:48)
15. Sacrificed & Necropolis (03:27)
16. We Survived (01:04)

## Box-office
Pour un budget de 16 millions de dollars, le film n'a généré que 8 378 853 $ de recettes mondiales, dont 7 316 658 $ en Amérique du Nord.